# Ledesma
Ledesma – gmina w Hiszpanii, w prowincji Salamanka, w Kastylii i León, o powierzchni 141,22 km². W 2011 roku gmina liczyła 1909 mieszkańców.